# Falesia di Bandiagara
La Falesia di Bandiagara è un'importante formazione rocciosa localizzata nel Mali e costituita da una falesia di roccia sedimentaria che si eleva a circa 500 metri sul livello sabbioso sottostante. Si estende da sud verso nordest per circa 200 km, sino al massiccio Grandamia. Il massiccio termina con l'Hombori Tondo, il picco più alto del Mali (1.115 m), all'interno della zona di Bandiagara, celebre per la sua rilevanza etnologica, archeologica e orografica.
L'area della falesia rappresenta uno dei siti di maggiore interesse archeologico, etnologico e geologico dell'Africa Occidentale, ed è stata designata Patrimonio dell'Umanità dall'UNESCO nel 1989. Nei documenti ufficiali UNESCO la zona viene denominata Cliff of Bandiagara (Land of the Dogons).
L'etnologo francese Jean Rouch (1917-2004) ha realizzato molti documentari sul popolo Dogon di Bandiagara.

## Storia e popolazione
L'area della falesia fu abitata prima dai Tellem e dai Toloy. Si ritiene che i Tellem fossero un popolo di Pigmei provenienti dall'Africa subsahariana, e che si siano stabiliti nella zona intorno all'XI secolo. In un primo periodo abitarono le grotte sui pendii della falesia; in seguito, iniziarono a costruire case e granai dalla caratteristica forma a tronco di cono, ancora oggi visibili in diversi punti della scarpata.
Le popolazioni preesistenti furono soppiantate intorno al XIV secolo dai Dogon, che ancora oggi abitano i numerosi villaggi arroccati fra le rocce nella parte inferiore della scarpata. Si ritiene che i Dogon si siano insediati dapprima presso l'odierno villaggio di Kani Bozon, per poi diffondersi sul pianoro, nella falesia e nelle circostanti pianure di Seno-Gondo. I Dogon vivono in capanne di fango, e usano le grotte dei Tellem come luoghi di sepoltura.

## Turismo
Oggi, le guide locali portano i gruppi di turisti in escursioni lungo la falesia per visitare i villaggi Dogon. Ci sono anche dei percorsi guidati lungo la rupe, e hotel. I villaggi ricevono sovvenzioni dagli hotel e da tasse turistiche.